# 吉诺·潘奇诺
吉诺·潘奇诺（義大利語：Gino Pancino，1943年4月11日—），意大利男子自行车运动员。他曾代表意大利参加1968年夏季奥林匹克运动会自行车比赛，获得男子团体追逐赛铜牌。